# Cameron Meyer
Cameron Meyer (Perth, 11 de gener de 1988) fou un ciclista australià, professional des del 2009 i fins al 2022. Combina el ciclisme en pista, en què ha guanyat campionats del món i nacionals, amb la carretera en la qual destaquen dos campionats nacionals de contrarellotge individual, el 2010 i 2011, i dos campionats nacionals en ruta. També destaca la victòria al Tour Down Under de 2011.
És germà del també ciclista Travis Meyer.

## Palmarès en ruta
- 2007
  - 1r al Tour de Tasmània i vencedor de 2 etapes
  - Vencedor d'una etapa del Tour de Gippsland
- 2008
  - 1r a la Volta al Japó
- 2010
  -  Campió d'Austràlia de contrarellotge individual
- 2011
  -  Campió d'Austràlia de contrarellotge individual
  - 1r al Tour Down Under i vencedor d'una etapa
  - 1r al Tour de Perth i vencedor de 3 etapes
- 2013
  -  Campió d'Oceania en ruta
  -  Campió d'Austràlia en critèrium
  - Vencedor d'una etapa a la Volta a Suïssa
- 2014
  - Vencedor d'una etapa a la Volta a Suïssa
- 2015
  - 1r a la Herald Sun Tour i vencedor d'una etapa
- 2017
  - 1r a l'A través de les Ardenes flamenques
- 2018
  - Vencedor d'una etapa a la Volta a la Gran Bretanya
- 2020
  -  Campionat d'Austràlia de ciclisme en ruta
- 2021
  -  Campionat d'Austràlia de ciclisme en ruta

### Resultats al Giro d'Itàlia
- 2009. No surt (14a etapa)
- 2010. 137è de la classificació general
- 2011. 137è de la classificació general
- 2014. No surt (8a etapa)
- 2020. No surt (10a etapa)
- 2021. 111è de la classificació general

### Resultats a la Volta a Espanya
- 2012. No surt (16a etapa)
- 2014. No surt (18a etapa)
- 2015. No surt (18a etapa)

### Resultats al Tour de França
- 2013. 130è de la classificació general

## Palmarès en pista
- 2005
  -  Campió d'Austràlia de Madison júnior
- 2006
  -  Campió del món júnior en Persecució
  -  Campió del món júnior en Madison, amb Travis Meyer
  -  Campió del món júnior en Persecució per equips, amb Jack Bobridge, Leigh Howard i Travis Meyer
  -  Campió d'Austràlia de Madison júnior, amb Travis Meyer
  -  Campió d'Austràlia de persecució júnior
  -  Campió d'Austràlia de persecució per equips júnior
  -  Campió d'Austràlia de puntuació júnior
- 2007
  -  Campió d'Oceania en puntuació
  -  Campió d'Oceania en Persecució per equips, amb Travis Meyer, Mark Jamieson i Phillip Thuaux
- 2008
  -  Campió d'Oceania en puntuació
- 2009
  -  Campió del món de puntuació
  -  Campió d'Austràlia de puntuació
- 2010
  -  Campió del món de puntuació
  -  Campió del món de madison, amb Leigh Howard
  -  Campió del món de persecució per equips, amb Jack Bobridge, Rohan Dennis i Michael Hepburn
  -  Medalla d'or de persecució per equips als Jocs de la Commonwealth
  -  Medalla d'or de puntuació als Jocs de la Commonwealth
  -  Medalla d'or de scratch als Jocs de la Commonwealth
  -  Campió d'Oceania en Persecució per equips, amb Jack Bobridge, Michael Hepburn i Leigh Howard
  -  Campió d'Oceania en madison, amb Leigh Howard
- 2011
  -  Campió del món de madison, amb Leigh Howard
  -  Campió d'Austràlia de madison, amb Leigh Howard
- 2012
  -  Campió del món de puntuació
  - 1r als Sis dies de Berlín, amb Leigh Howard
- 2016
  -  Campió d'Austràlia de Madison, amb Sam Welsford
- 2017
  -  Campió del món en puntuació
  -  Campió del món en Persecució per equips, amb Sam Welsford, Alexander Porter, Nick Yallouris, Kelland O'Brien i Rohan Wight
  -  Campió d'Austràlia de persecució per equips
  - 1r als Sis dies de Londres, amb Callum Scotson
- 2018
  -  Campió del món en puntuació

### Resultats a laCopa del Món
- 2006-2007
  - 1r a Los Angeles, en Puntuació
- 2007-2008
  - 1r a Los Angeles, en Puntuació
- 2009-2010
  - 1r a Melbourne, en Puntuació
  - 1r a Pequín i Melbourne, en Persecució per equips
- 2010-2011
  - 1r a Melbourne, en Madison
  - 1r a Melbourne, en Persecució per equips
- 2016-2017
  - 1r a Glasgow, en Puntuació
- 2017-2018
  - 1r a Pruszków, en Madison